# 2001年アメリカグランプリ
2001年アメリカグランプリ (XXX SAP United States Grand Prix) は、2001年F1世界選手権の第16戦として、2001年9月30日にインディアナポリス・モーター・スピードウェイで開催された。

## レース概要
ミカ・ハッキネンは決勝レース日序盤の逆境を克服し、推定175,000人というシーズン最高記録となる観衆の前で、新ワールドチャンピオンであり、ポールシッターのミハエル・シューマッハに対して0.2秒差の2位に付けた。「このグランプリは、間違いなく僕の重要な勝利の1つだ」とハッキネンは語った。「なぜなら僕はモナコ、シルバーストン、そしてインディアナポリスを評価しているからだ。それらはグランプリドライバーなら誰でも勝ちたがっているグランプリだと思う。特別な何かがある。だから、僕は決してこの勝利を忘れないだろう。」それはハッキネンの通算20勝目であり、シーズン後に1年間のレースからの休養を宣言していたハッキネンにとって休養（最終的には引退となる）前の最後の勝利となった。
土曜日の予選でシューマッハとの激しいタイム争いの末、フロントローを確保したハッキネンであったが、日曜日には自ら墓穴を掘ってしまう。日曜朝のウォームアップ時にストレートエンドでコースオフしガードレールに接触、サスペンションにダメージを受けレースに間に合わせるためクルーは英雄的な仕事を強いられることとなった。その3時間後、ハッキネンはウォームアップセッションのコースイン時に赤信号を見落としてしまう。これによってベストの予選タイムが抹消され、2番グリッドから4番グリッドへ降格してしまった。
レースがスタートすると、3番グリッドのファン・パブロ・モントーヤがターン1でミハエル・シューマッハに外側からアタック、サイドバイサイドのバトルとなるが、シューマッハがドアを閉じて数インチの差でこれを抑え、アドバンテージを保った。しかしながら、コースで最速なのはルーベンス・バリチェロであることがすぐに明らかになる。これは2ストップ作戦で燃料を軽くしていたためであった。バリチェロは3ラップ目にモントーヤを捉えて2番手に、次のラップではシューマッハをパスしてトップに立った。
バリチェロが独走態勢を固めつつある中、3名の若手ドライバー、ザウバーのニック・ハイドフェルドとキミ・ライコネン、そしてジョーダンのヤルノ・トゥルーリが2ラップ目のターン1で3台並んでブレーキングゾーンに入った。ライコネンは両側から挟まれ、トゥルーリと接触してフロントウィングを破損する。ライコネンはピットで補修を受けたものの、間もなくリタイアした。一方ハイドフェルドとトゥルーリは無傷で、結局両名ともポイントを獲得した。

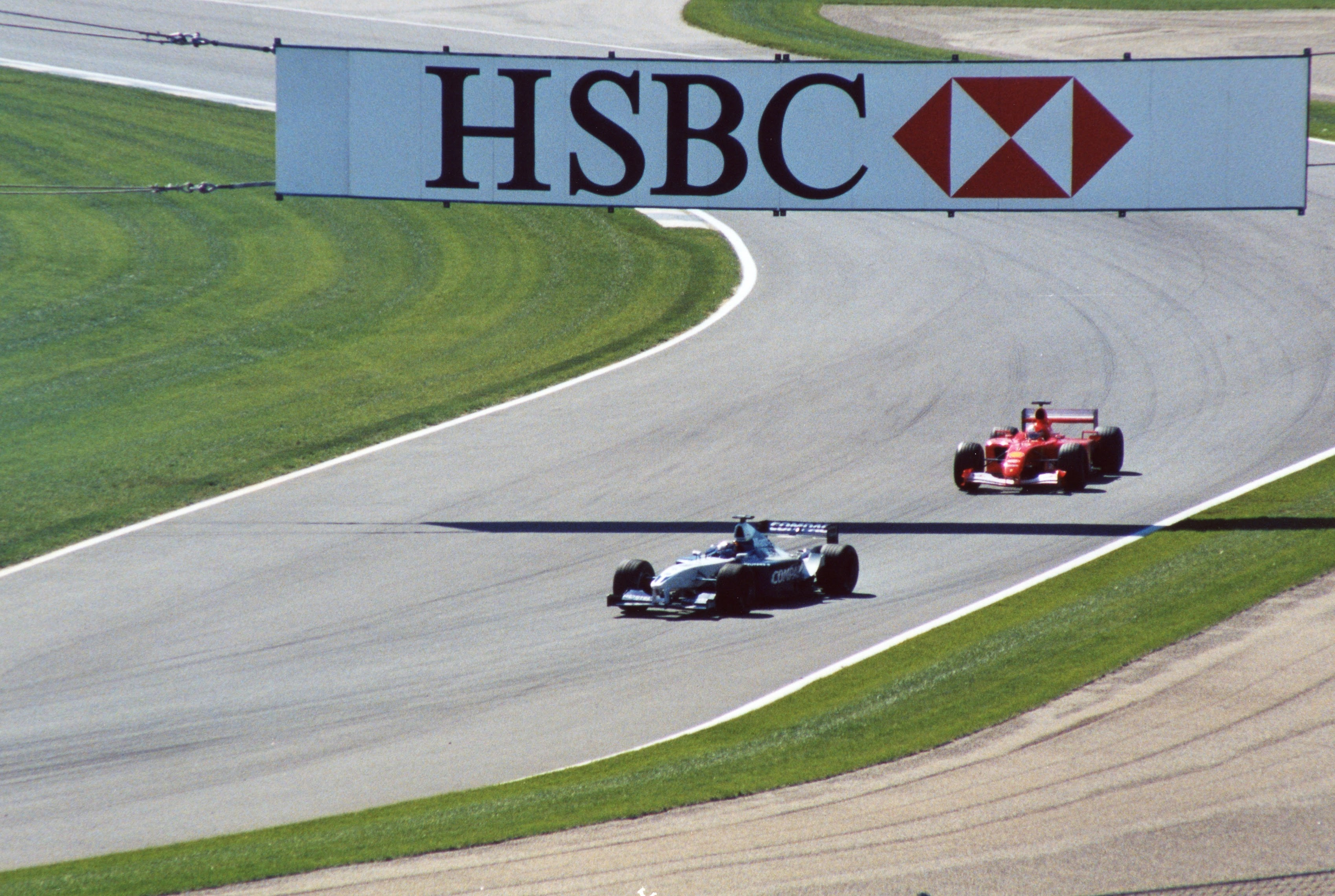
ミハエル・シューマッハをリードするファン・パブロ・モントーヤ、インフィールドセクションで。

リードを取ったバリチェロは直ちにシューマッハに対してかなりのギャップを築き、27ラップ目に最初のピットインを行った時点で既に12.5秒のマージンを保っていた。バリチェロは5位、2台のマクラーレンの後でコース復帰し、シューマッハがトップに立っていた。モントーヤは一方、ミシュランタイヤがトラクションを発揮しアドバンテージを提供し始め、上位に上がってきた。34ラップ目、トップ争いを繰り広げるシューマッハとモントーヤは、ターン1でミナルディのアレックス・ユーンに接近、インサイドからモントーヤがトップに立った。モントーヤは後に「僕はストレートに入りながら、十分に近づこうとしていた。」と語った。シューマッハは「彼がどこから来たのか分からない。」と語っている。モントーヤは直ちに2.3秒のアドバンテージを築き上げ、ファステストラップをたたき出した後36ラップ目にピットイン、5位でコース復帰した。再びシューマッハが首位に立った。

ちょうど2ラップ後、ラルフ・シューマッハのウィリアムズがターン6でスピン、エンジン停止した直後にフロントストレートの群衆は、モントーヤがピットウォールに近づきストップしたのを見てうめき声を上げた。「（ウィリアムズの2台は）本当に良かった。」モントーヤはガレージに戻ってきた数分後に語った。「車は本当に競争力があった。僕は本当にここで勝ちたかった。そしてレースを僕たちがフィニッシュできなことは大きな失望だ。僕はエンジンが本当に強い状態で動き続けるものだと思っていた。分からないが多分水圧の問題だと思う。なぜなら全てのギヤを失ったからだ。僕がストップしたとき、エンジンはまだ動き続けていた。」

シューマッハが39ラップ目にピットインし、マクラーレンの2台がバリチェロの前で1-2を形成した。デビッド・クルサードは42ラップ目にピットインし、4位でコース復帰した一方、ハッキネンは46ラップ目までレースをリードした。ハッキネンがピットインすると、バリチェロが再び首位に立った。50ラップ目にバリチェロが二度目のピットインをすると、ハッキネンがリード、ここでレース戦略に勝利することとなる。
2位でコース復帰したバリチェロは、ハッキネンに唯一対抗できる存在であった。ウィリアムズの2台は既にリタイアし、両名のチームメイトはアタックする意思を示さなかった。しかしながら、バリチェロにはハッキネンを追撃するスピードがあるように思われた。ギャップは着実に縮小し、61ラップ目には2.2秒となっていたが、バリチェロ車の後部から白煙が断続的に現れ始める。フロントストレートでのエキゾーストノートは、頑強なフェラーリが寿命に来ていることを示していた。71ラップ目にシューマッハが2位に浮上、次のラップでクルサードが3位となり、バリチェロのフェラーリはストップした。
ドライバーズランキング2位の夢は遠のき、バリチェロにとって期待外れの終焉であった。しかしハッキネンにとっては価値のある1勝であった。いらだたしく非生産的なシーズンに耐え、ここ4年間で初めてチャンピオン争いから外れ、「引退」前の栄誉と言うことで、ハッキネンは群衆の輝きに浸った。おそらくは最後の輝きであった。
ヤルノ・トゥルーリの4位、3ポイントはジョーダンを同じホンダエンジンを積むBARの前に浮上させた。エディ・アーバインは5位に入り、モナコ以来のポイントを獲得した。ニック・ハイドフェルドは6位を獲得、素晴らしい週末の報酬を得た。

## 結果

### 予選
| 順位 | No | ドライバー                       | コンストラクター        | 周回     | 差     |
| ---- | -- | -------------------------------- | ----------------------- | -------- | ------ |
| 1    | 1  | ミハエル・シューマッハ           | フェラーリ              | 1'11.708 | -      |
| 2    | 5  | ラルフ・シューマッハ             | ウィリアムズ-BMW        | 1'11.986 | +0.278 |
| 3    | 6  | ファン・パブロ・モントーヤ       | ウィリアムズ-BMW        | 1'12.252 | +0.544 |
| 4    | 3  | ミカ・ハッキネン*                | マクラーレン-メルセデス | 1'12.309 | +0.601 |
| 5    | 2  | ルーベンス・バリチェロ           | フェラーリ              | 1'12.327 | +0.619 |
| 6    | 16 | ニック・ハイドフェルド           | ザウバー-ペトロナス     | 1'12.434 | +0.726 |
| 7    | 4  | デビッド・クルサード             | マクラーレン-メルセデス | 1'12.500 | +0.792 |
| 8    | 11 | ヤルノ・トゥルーリ               | ジョーダン-ホンダ       | 1'12.605 | +0.897 |
| 9    | 12 | ジャン・アレジ                   | ジョーダン-ホンダ       | 1'12.607 | +0.899 |
| 10   | 8  | ジェンソン・バトン               | ベネトン-ルノー         | 1'12.805 | +1.097 |
| 11   | 17 | キミ・ライコネン                 | ザウバー-ペトロナス     | 1'12.881 | +1.173 |
| 12   | 7  | ジャンカルロ・フィジケラ         | ベネトン-ルノー         | 1'12.942 | +1.234 |
| 13   | 9  | オリビエ・パニス                 | B・A・R-ホンダ          | 1'13.122 | +1.414 |
| 14   | 18 | エディ・アーバイン               | ジャガー-コスワース     | 1'13.189 | +1.481 |
| 15   | 22 | ハインツ＝ハラルド・フレンツェン | プロスト-エイサー       | 1'13.281 | +1.573 |
| 16   | 19 | ペドロ・デ・ラ・ロサ             | ジャガー-コスワース     | 1'13.679 | +1.971 |
| 17   | 21 | フェルナンド・アロンソ           | ミナルディ-ヨーロピアン | 1'13.991 | +2.283 |
| 18   | 10 | ジャック・ヴィルヌーヴ           | B・A・R-ホンダ          | 1'14.012 | +2.304 |
| 19   | 15 | エンリケ・ベルノルディ           | アロウズ-アジアテック   | 1'14.129 | +2.421 |
| 20   | 14 | ヨス・フェルスタッペン           | アロウズ-アジアテック   | 1'14.138 | +2.430 |
| 21   | 23 | トーマス・エンゲ                 | プロスト-エイサー       | 1'14.185 | +2.477 |
| 22   | 20 | アレックス・ユーン               | ミナルディ-ヨーロピアン | 1'15.247 | +3.539 |

注：
- * ミカ・ハッキネンの予選ベストタイムは1:11.945[1]であったが、最終プラクティスセッションで赤信号を無視したため抹消された。このためハッキネンは2番グリッドから4番グリッドに降格となった[2]。

### 決勝
| 順位     | No | ドライバー                       | チーム                  | 周回 | タイム           | グリッド | ポイント |
| -------- | -- | -------------------------------- | ----------------------- | ---- | ---------------- | -------- | -------- |
| 1        | 3  | ミカ・ハッキネン                 | マクラーレン-メルセデス | 73   | 1:32'42.840      | 4        | 10       |
| 2        | 1  | ミハエル・シューマッハ           | フェラーリ              | 73   | +11.046          | 1        | 6        |
| 3        | 4  | デビッド・クルサード             | マクラーレン-メルセデス | 73   | +12.043          | 7        | 4        |
| 4        | 11 | ヤルノ・トゥルーリ               | ジョーダン-ホンダ       | 73   | +57.423          | 8        | 3        |
| 5        | 18 | エディ・アーバイン               | ジャガー-コスワース     | 73   | +1'12.434        | 14       | 2        |
| 6        | 16 | ニック・ハイドフェルド           | ザウバー-ペトロナス     | 73   | +1'12.996        | 6        | 1        |
| 7        | 12 | ジャン・アレジ                   | ジョーダン-ホンダ       | 72   | +1 Lap           | 9        |          |
| 8        | 7  | ジャンカルロ・フィジケラ         | ベネトン-ルノー         | 72   | +1 Lap           | 12       |          |
| 9        | 8  | ジェンソン・バトン               | ベネトン-ルノー         | 72   | +1 Lap           | 10       |          |
| 10       | 22 | ハインツ＝ハラルド・フレンツェン | プロスト-エイサー       | 72   | +1 Lap           | 15       |          |
| 11       | 9  | オリビエ・パニス                 | B・A・R-ホンダ          | 72   | +1 Lap           | 13       |          |
| 12       | 19 | ペドロ・デ・ラ・ロサ             | ジャガー-コスワース     | 72   | +1 Lap           | 16       |          |
| 13       | 15 | エンリケ・ベルノルディ           | アロウズ-アジアテック   | 72   | +1 Lap           | 19       |          |
| 14       | 23 | トーマス・エンゲ                 | プロスト-エイサー       | 72   | +1 Lap           | 21       |          |
| 15       | 2  | ルーベンス・バリチェロ           | フェラーリ              | 71   | エンジン         | 5        |          |
| リタイヤ | 10 | ジャック・ヴィルヌーヴ           | B・A・R-ホンダ          | 45   | サスペンション   | 18       |          |
| リタイヤ | 14 | ヨス・フェルスタッペン           | アロウズ-アジアテック   | 44   | エンジン         | 20       |          |
| リタイヤ | 6  | ファン・パブロ・モントーヤ       | ウィリアムズ-BMW        | 38   | ハイドロリック   | 3        |          |
| リタイヤ | 20 | アレックス・ユーン               | ミナルディ-ヨーロピアン | 38   | ギアボックス     | 22       |          |
| リタイヤ | 5  | ラルフ・シューマッハ             | ウィリアムズ-BMW        | 36   | スピン           | 2        |          |
| リタイヤ | 21 | フェルナンド・アロンソ           | ミナルディ-ヨーロピアン | 36   | ドライブシャフト | 17       |          |
| リタイヤ | 17 | キミ・ライコネン                 | ザウバー-ペトロナス     | 2    | ドライブシャフト | 11       |          |

## 注
- 最終勝利：ミカ・ハッキネン
- 最終表彰台：ミカ・ハッキネン
- このレースはマクラーレンの両名が表彰台に上ったシーズン唯一のレースであった。
- このレースは1991年以来のマクラーレンのアメリカにおける勝利であった。
- ルーベンス・バリチェロはミカ・ハッキネンに次いで2位で走行していたが、71ラップ目にエンジントラブルが生じリタイアとなった。
- ファン・パブロ・モントーヤはレース前に水曜日にインディアナポリスのショッピングセンターにウィリアムズのPRスタッフと共に現れ、サイン会を行った。ミカ・ハッキネンも当時同じショッピングセンターにいたものの、ファンの群衆から逃げるために衣料品店のバックヤードから退出しなければならなかった。
- レースはアメリカ同時多発テロ事件発生から3週間足らずの間に行われたため、いくつかのチームのスタッフは安全を考慮してヨーロッパから通常とは異なるコース（フィラデルフィアやシカゴ経由）でサーキット入りした。

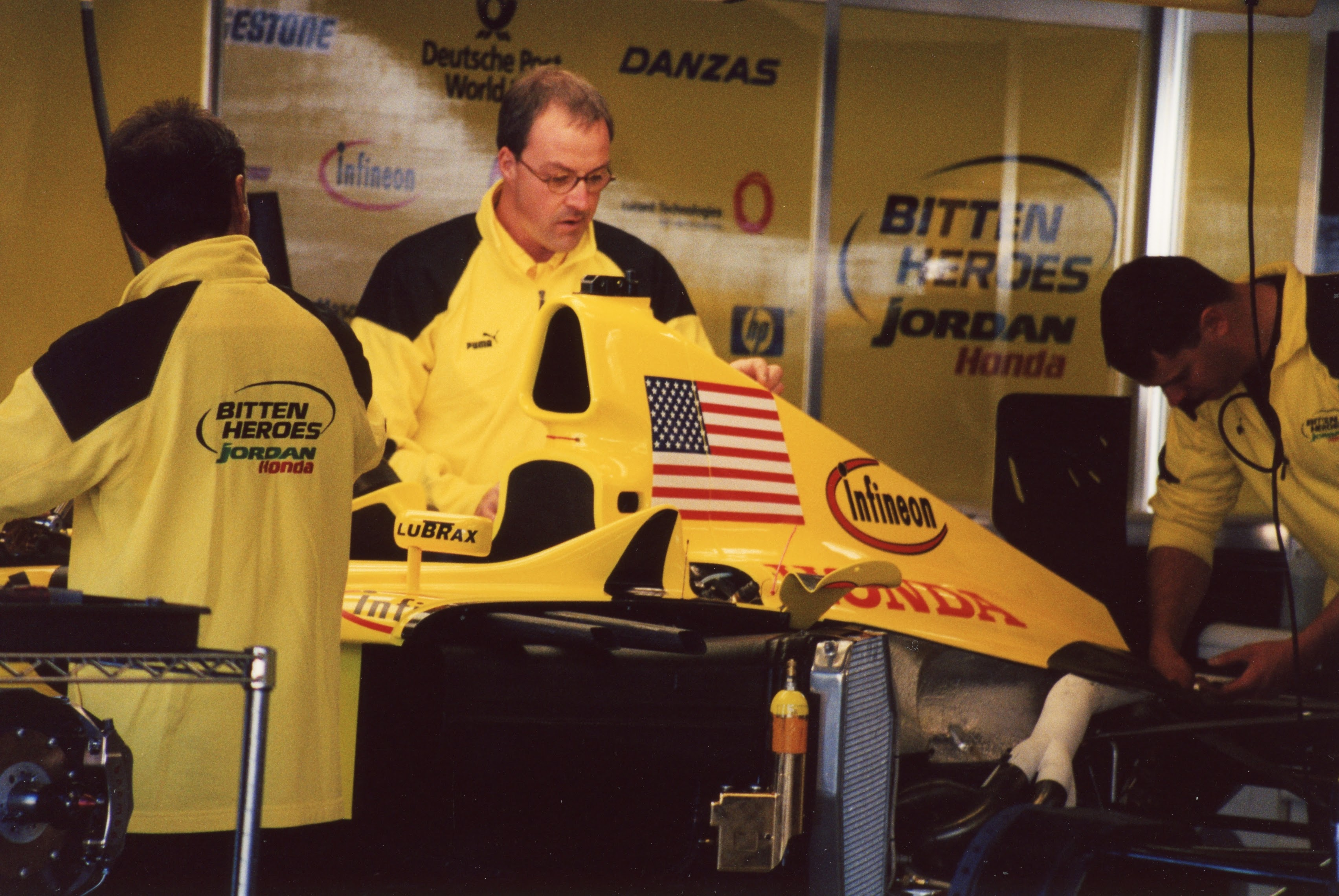
星条旗を付けたジョーダンのマシン。

- テロ事件の影響として、多くのチームとドライバーが追悼の意を込めて車体やヘルメットに特別のカラーリングを施した。ジョーダンのヤルノ・トゥルーリは星条旗と「Peace no war.」を書き込んだ。ジョーダンの車もエアボックスに星条旗を付け（写真参照）、サイドポンツーンのスポンサーロゴ「BENSON & HEDGES」に変えて「Bitten Heroes」と書き込んだ。
- 日曜日の朝、アメリカ人F1ドライバーの栄誉を称えるレセプションが行われた。1959年にフロリダ州セブリングで行われた最初のアメリカグランプリに出場した6名の内3名、フィル・ヒル（最初のアメリカ人世界チャンピオン）、ロジャー・ワード（インディ500で2度優勝）、ボブ・セッドが参加した。
- レースは同時多発テロから間もなかったため、開始に先立ってジョン・メレンキャンプが自らの曲「Peaceful World」を演奏した。
- レースでジャン・アレジのジョーダンはサイドポッドに「200」を掲示した。これは彼の200回目（そして終わりから2番目）のグランプリを記念した物であった。
- レースの数時間後ヤルノ・トゥルーリの車のスキッドブロックが規定以上に摩耗していたため、4位の結果が無効とされた。しかしチームは上告し受け入れられたため、4週間後に結果は復活した。
- アメリカ合衆国でこのレースはスピードチャンネルに代わってABCが中継を行った。しかしながら、スピードチャンネルが後に再放送した。ABCの放送チームはボブ・ジェンキンス、1998年のインディ500勝者であり、元F1ドライバーのエディ・チーバー、俳優で元パートタイムレーサーのジェイソン・プリーストリーであった。放送を行うため、ABCはF1 Digital+（現在は廃止）を使用した。
- このレースはマレー・ウォーカーがITVで解説を行った最後のレースであった。このレースの後、彼はブリックヤードのオリジナルのレンガを引退のプレゼントとして受け取った。

## 第16戦終了時点でのランキング
- 太字はワールドチャンピオン

| 順位 | ドライバー             | ポイント |
| ---- | ---------------------- | -------- |
| 1    | ミハエル・シューマッハ | 113      |
| 2    | デビッド・クルサード   | 61       |
| 3    | ルーベンス・バリチェロ | 54       |
| 4    | ラルフ・シューマッハ   | 48       |
| 5    | ミカ・ハッキネン       | 34       |

| 順位 | コンストラクター        | ポイント |
| ---- | ----------------------- | -------- |
| 1    | フェラーリ              | 167      |
| 2    | マクラーレン-メルセデス | 95       |
| 3    | ウィリアムズ-BMW        | 73       |
| 4    | ザウバー-ペトロナス     | 21       |
| 5    | ジョーダン-ホンダ       | 19       |

- 注：ドライバー、コンストラクター共にトップ5のみ表示。